# Донни, Огюст
Жозеф Огюстен «Огюст» Донни (фр. Joseph Augustin "Auguste" Donny; 1 января 1851 года, Безье — 22 сентября 1916 года, Ипор, Нормандия) — французский яхтсмен, бронзовый призёр летних Олимпийских игр 1900 года.
На Олимпиаде 1900 принял участие в двух гонках среди лодок водоизмещением от 2 до 3 тонн в парусном спорте на собственной лодке Mignon. Пришёл в первой гонке четвёртым и во второй третьим, выиграв бронзовую медаль.